# Udacity
Јудасити (енгл. Udacity) је бесплатан онлајн универзитет, основан од стране Себастијана Труна, америчког професора немачког порекла и научника у области рачунарства. Пројекат је проистекао из бесплатних онлајн курсева организованих од стране Универзитета Станфорд у 2011. години. Прва два курса, Како да направите претраживач (CS101: Building a Search Engine) и Како да програмирате робот-аутомобил (CS373: Programming a Robotic Car), започела су 20. фебруара 2012. У новом хексаместру који почиње 16. априла поново ће бити у понуди ова два и још четири нова курса.
Оснивач пројекта, Себастијан Трун, изразио је наду да ће пројекат привући пола милиона полазника. Прва два курса имала су преко 90.000 регистрованих полазника из читавог света.